# Kongregationalismus
Der Kongregationalismus ist eine Form der christlichen Gemeindeverfassung, in der die Autonomie der einzelnen Kirchengemeinden oberste Priorität hat. Nach diesem System sind die Täuferbewegung, die Pfingstbewegung, die Baptistengemeinden und die eigentlichen kongregationalistischen Kirchen organisiert. Kongregationalistische Gemeindeverfassungen müssen vom Presbyterianismus unterschieden werden, in dem die Gemeinde von Ältesten unter der Aufsicht einer meist nationalen Vorstandsversammlung (Synode) geführt wird, und vom Episkopalismus, wo dies durch ein hierarchisches Bischofssystem geschieht.

## Geschichte
Der Kongregationalismus entstand ursprünglich innerhalb der Kirche von England durch Einflüsse der reformierten Tradition Johannes Calvins und Ulrich Zwinglis. Innerhalb der puritanischen Bewegung im England des 16. und 17. Jahrhunderts wurden Gemeinde- und Kirchenverfassung zu zentralen Streitpunkten, und so wurden die verschiedenen Gruppierungen des puritanischen Spektrums nach ihrem Organisationsprinzip benannt.
Am rechten Ende des puritanischen Spektrums standen die Prelaticals, die das anglikanische Episkopat zwar anerkannten, aber eine „Entkatholisierung“ der Liturgie und strengere Kirchenzucht forderten, während die Presbyterianer die bischöfliche Hierarchie durch ein System kirchlicher Instanzen ersetzten, die in ihrer Gesamtheit dennoch eine Nationalkirche darstellen sollten. Die Beschlüsse der höchsten Instanz sollten für alle Gemeinden verbindlich sein. Die Kongregationalisten sahen sich trotz ihrer Forderung nach der Autonomie der Gemeinden durchaus noch als Teil der Church of England und wollten diese nach ihrem Muster von innen heraus reformieren. Am linken Rand des puritanischen Spektrums standen die „Separatisten“ (Separatists), die glaubten, das Prinzip der Gemeindeautonomie nicht mit einer wie auch immer gearteten Staatskirche vereinbaren zu können, und sich vollends von der Church of England lossagten.
Separatisten und andere Kongregationalisten sahen sich der ärgsten Verfolgung ausgesetzt, da sie mit ihrer Forderung nach Gemeindeautonomie zur Bedrohung für die Staatskirche und somit mittelbar auch für den Herrschaftsanspruch des englischen Königs wurden. Viele von ihnen gingen ins niederländische Exil oder wanderten nach Nordamerika aus, während kleinere Gruppen in Großbritannien verblieben.

## Theologische Grundlagen
Die Puritaner lehnten den Episkopat ab, da sie dieses Konzept der Heilsvermittlung nicht in der Bibel überliefert fanden und so gemäß der Lutherschen Doktrin der sola scriptura verwarfen. Stattdessen übertrugen sie die föderaltheologischen Überlegungen auf die Frage der Gemeindeverfassung und machten die Vorstellung vom Gottesbund zur Grundlage ihres Organisationsprinzips; auf diese Weise glaubten sie der Verfassung der Urkirche entsprechen zu können.
Eine kongregationalistische Gemeinde entstand so durch den willentlichen Gründungsakt der Gläubigen, verstanden als Bundesschluss der Gläubigen untereinander und mit Christus. Sie verpflichten sich dabei in einer wechselseitig bindenden Übereinkunft, in aktiver Teilnahme die Geschicke der Gemeinde in gottgefälliger Weise zu regeln. Unmittelbares Oberhaupt jeder Gemeinde ist daher Christus. Die Kirchenmitgliedschaft war bei den Kongregationalisten daher auch nicht umfassend, sondern auf eine Gemeinde beschränkt; so stellte letztlich jede Gemeinde ihre eigene Kirche dar, selbst auf Synoden meinten etwa die Puritaner Neuenglands zunächst noch verzichten zu können.
Seit dem späten 19. Jahrhundert kam es aber zu größeren Zusammenschlüssen kongregationalistischer Gemeinden, die sich gemeinsame Bekenntnisse gaben wie das Kansas City Statement of Faith.

## Kongregationalistische Kirchen
Einige Zusammenschlüsse kongregationalistischer Gemeinden haben sich im 20. Jahrhundert mit anderen evangelischen Kirchen vereinigt, in denen die einzelnen Gemeinden aber weiterhin sehr große Autonomie besitzen:
- Seit 1925 sind in Kanada Kongregationalisten, Presbyterianer und Methodisten in der United Church of Canada vereinigt.
- In den Vereinigten Staaten bildeten die Congregational Christian Churches 1957 gemeinsam mit der Evangelical and Reformed Church die United Church of Christ.
- 1972 schlossen sich im Vereinigten Königreich die englischen Kongregationalisten mit der Presbyterian Church of England zur United Reformed Church zusammen; seit 1981 gehören dazu auch die Re-formed Churches of Christ und seit 2000 die Congregational Union of Scotland.
- Die australischen Kongregationalisten fusionierten 1977 mit den Methodisten und den Presbyterianern zur Uniting Church of Australia.

Weiterhin eine selbstständige Kirche ist Union of Welsh Independents (Undeb Annibynwyr Cymru) in Wales mit etwa 35.000 Mitgliedern.
Die Disciples of Christ, eine baptistische Kirche mit presbyterianischen Wurzeln, ist betont kongregationalistisch, gleiches gilt für die aus den Disciples of Christ hervorgegangenen Christadelphians.
Auch die unitarischen Gemeinden Neuenglands haben sich oft aus den dortigen zuvor calvinistisch geprägten kongregationalistischen Gemeinden heraus entwickelt. Diese als „Unitarian Controversy“ bezeichnete Entwicklung des frühen 19. Jh. wurde durch die sogenannte Dedham-Entscheidung des Obersten Gerichtshofs in Massachusetts beschleunigt. Die unitarischen Gemeinden gehören heute meist zu der 1961 aus der Vereinigung mit den Universalisten entstandenen Unitarian Universalist Association.
In den USA besteht die National Association of Congregational Christian Churches (NACCC), zu der rund 400 Kirchengemeinden und 66.000 Mitgliedern gehören. Die NACCC hat ihren Sitz in Oak Creek, Wisconsin, einem Vorort von Milwaukee.
Im Jahr 2000 zählte die Association of Religious Data Archives in den USA außerdem 250 Gemeinden mit 50.000 Mitgliedern, die zur als evangelikal eingestuften Conservative Congregational Christian Conference gehörten, und 104 unabhängige kongregationalistische Gemeinden mit 18.000 Mitgliedern ohne Zugehörigkeit zu einem nationalen Zusammenschluss, die sie zu den Mainline Churches rechnet.
Die 1948 gegründete Conservative Congregational Christian Conference (CCCC) mit Sitz in Lake Elmo, Washington County (Minnesota) gehört zur 1986 in Sussex, England, gegründeten World Evangelical Congregational Fellowship. Zur WECF gehören weltweit rund 1400 Kirchgemeinden. Mitglied im WECF ist auch die 1967 gegründete Evangelical Fellowship of Congregational Churches, zu der 125 Kirchgemeinden in Großbritannien gehören.
Der International Congregational Council schloss sich 1970 dem Reformierten Weltbund an.